# Argobba (Volk)
Die Argobba (auch Argoba und Argʷabba) sind eine ethnische Gruppe in Äthiopien. Sie sind Muslime und leben am östlichen Rand des äthiopischen Hochlandes sowie in der Umgebung der Stadt Harar.

## Gebiete
Ihre Siedlungsgebiete außer Harar ziehen sich dem Ostrand des äthiopischen Hochlandes entlang und gehörten früher zu den Provinzen Shewa und Wollo. Sie sind umgeben von Amharen, Oromo und Afar. Laut Encyclopaedia Aethiopica liegt die Zahl der Argobba in diesen angestammten Gebieten bei rund 30.000. Bei der Volkszählung von 2007 wurden rund 140.000 Menschen als Argobba gezählt, davon fast 70.000 in der Region Amhara, rund 31.000 in Oromia, 21.600 in der Afar-Region, 6.500 in der Region der südlichen Nationen, Nationalitäten und Völker, 5.000 in Addis Abeba, 3.200 in Somali und 2.300 in Harar.
Die Argobba in Harar leben südöstlich der Stadt Harar bei Bisidimo, Fedis und Hundana. Das in diese Richtung weisende Stadttor von Harar trägt den Namen Argob bari, „Tor der Argobba“.

## Sprache
Ihre ursprüngliche Sprache, das Argobba, ist diejenige äthio-semitische Sprache, welche mit dem Amharischen am nächsten verwandt ist. Eine Mehrheit der ethnischen Argobba hat diese Sprache allerdings zugunsten des Amharischen, des Oromo, des Afar und in Harar zum Teil auch des Harari aufgegeben. 1994 waren 10.900 Sprecher des Argobba gezählt worden, während die Zahl der ethnischen Argobba bei 62.831 lag.

## Gesellschaft und Kultur
Argobba-Dörfer umfassen üblicherweise mindestens eine Moschee, eine Weberei, einen zentralen Platz und Marktplatz und eine Koranschule. Sie liegen meist zuoberst auf Hügeln oder an erhöhten Stellen (amba genannt). Häuser sind entweder rechteckig aus Holz oder Stein gebaut oder Hütten mit Dächern aus Erde und Heu. Lebensgrundlagen der Argobba sind Landwirtschaft, Weberei und Handel. Die Landwirtschaft betreiben sie mithilfe von Ochsenpflügen und in marginalen Gebieten, denen sie mit angepassten Anbautechniken wie Terrassenbau größtmöglichen Ertrag abgewinnen. Wichtigste Anbauprodukte sind Sorghum, Mais, Erbsen, Bohnen, Linsen und Khat, daneben halten manche auch Schafe und Ziegen. Hülsenfrüchte, Getreide, Milch und gelegentlich Fleisch sind Grundnahrungsmittel.
Schmiede und Töpfer sind in der Gesellschaft der Argobba, wie bei anderen äthiopischen Volksgruppen, Außenseiter. Cousin-Ehen gelten als besonders wünschenswert. Heiraten mit Angehörigen anderer Volksgruppen (Exogamie) werden kulturell abgelehnt, da die Argobba darauf bedacht sind, ihre kulturellen Besonderheiten zu bewahren. In Harar heiraten Argobba-Männer Oromo-Frauen, Ehen von Argobba-Frauen mit Oromo kommen hingegen kaum vor. Bis auf wenige Wohlhabende, die die Vielehe praktizieren, leben die Argobba monogam. Argobba-Frauen können Eigentum besitzen und erben, die Abstammung wird aber ausschließlich patrilinear bestimmt.
Amharisch sprechende Argobba im früheren Shewa grenzen sich durch ihren islamischen Glauben von christlichen Amharen ab, während gegenüber anderen muslimischen Gruppen die Sprache das wichtigste Unterscheidungsmerkmal ist. Traditionell tragen die Argobba typische Kleidung wie Turban (maʿammamiya), Tunika (ǧallabiya, vgl. Djellaba) und Umschlagtuch (šərrəṭ), um ihre ethnische und religiöse Identität zu betonen und sich von anderen Volksgruppen abzuheben. Seit maschinell hergestellte Kleidung sowie silber- und goldfarbiger Schmuck verfügbar ist, sind die Argobba aber nicht mehr vollständig auf handgesponnene und -gewobene Kleidung angewiesen. Bei Harar haben sie Kleidung und Frisuren der Oromo übernommen.

## Geschichte
Die Argobba glauben, dass sie von arabischen Einwanderern aus dem Stamm des Propheten Mohammed abstammen, die den Islam nach Äthiopien brachten. Ihren Namen führen sie dementsprechend auf Arab gäbba  (Amharisch „Araber kamen herein“) zurück. Ähnliche Herkunftssagen finden sich bei etlichen muslimischen Volksgruppen am Horn von Afrika und sind in der Regel nicht belegbar. Tatsächlich gibt es jedoch Hinweise darauf, dass sich Araber zunächst an der Küste im heutigen Eritrea niederließen und von dort dem Rand des Hochlandes entlang nach Süden bis Wollo und Shewa wanderten. In den Gebieten in Shewa, die heute als Yifat bekannt sind, nahmen sie demnach einen amharischen Dialekt an. Steinhäuser und die Terrassierung von Feldern sind auf der arabischen Halbinsel verbreitet, in Äthiopien hingegen ein klares Unterscheidungsmerkmal zwischen Argobba und deren Nachbarn. Erste größere Wanderungsbewegungen nach Osten sollen zu der Zeit stattgefunden haben, in der das christliche Kaiserreich Äthiopien nach Süden expandierte und das Sultanat Shewa zu existieren aufhörte. So erreichten Argobba von Westen her kommend um 1200 Harar, wo der Islam bereits früher von Zeila an der nördlichen Somaliküste aus eingeführt worden war.
Das multi-ethnische Sultanat Adal umfasste Afar, Argobba, Aderi und Somali.
Funde von Dörfern, Moscheen und Friedhöfen weisen darauf hin, dass die Argobba bzw. ihre Vorläufer früher ein größeres Gebiet bewohnten. Ihre heutige Lage inmitten von Amharen und Oromo an den Rändern des einstigen Ifat/Adal geht auf die Kriege zwischen Äthiopien und dem Sultanat Adal unter Ahmed Graññ und die darauffolgende Expansion der Oromo im 16./17. Jahrhundert zurück. Die nördlichen Arsi-Oromo in der Region des Arba Gugu erwähnen in Überlieferungen, dass vor ihnen Orgobba in dem Gebiet lebten. Die benachbarten Karayu- und Ittu-Oromo schreiben mitunter die Ruinen von Terrassen am mittleren Lauf des Awash-Flusses den Argobba zu; hier unterscheiden die Überlieferungen allerdings nicht klar zwischen den Argobba und den Ḥaräla, einer Gruppe, die in äthiopischen und arabischen Quellen erwähnt wird und auf welche die Ittu etliche Ruinen im nördlichen Harerge zurückführen. Die ethnische Zuordnung der Ḥaräla ist ungeklärt, und es ist möglich, dass zwischen ihnen und den Argobba Verbindungen bestanden.
Mit dem Aufstieg des Königreichs Shewa im 17./18. Jahrhundert begann das Vordringen von Amharen in das östliche Randgebiet des Hochlandes. Unter Sahle Selassie und dessen Nachfolgern wurden diese Gebiete im 19. Jahrhundert in Shewa eingegliedert. Besteuerung und der Zustrom von amharischen Siedlern trugen zum Niedergang der Wirtschaft der Argobba bei, zudem verloren nach der Eröffnung der Bahnstrecke von Addis Abeba nach Dschibuti die alten Handelsrouten, die durch Argobba-Gebiete verliefen, an Bedeutung. Seit den 1950er Jahren werden Argobba von Afar-Hirten aus dem Tiefland bedrängt, die auf der Suche nach Weideland in höhere Lagen vordringen. Manche Argobba zogen in Städte wie Debre Birhan, Dese, Adama und Manda. Ihre Wirtschaftsweise hat sich von der Landwirtschaft vermehrt zum Handel und zur Weberei verlagert. Während der Hungersnot Mitte der 1980er Jahre überlebten Argobba auch durch den Verkauf von handgesponnener Wolle und daraus hergestellten Textilien.

## Politik
Die Parteienkoalition EPRDF, die Äthiopien seit dem Sturz des Derg-Regimes 1991 regiert, hat die Argobba-Partei Argoba National Democratic Organization ANDO gegründet, deren erklärtes Ziel es ist, „die Rechte der Argobba sicherzustellen, die unter früheren Regimes ihrer Identität und Sprache beraubt wurden“. Unterdessen ist auch eine von der EPRDF unabhängige Argoba People’s Democratic Movement (APDM) entstanden.